# Gibson Gowland
Gibson Gowland (ur. 4 stycznia 1877, zm. 9 września 1951) – brytyjski aktor filmowy, który grywał głównie w filmach amerykańskich.
Początkowo pracował jako marynarz. Jakiś czas później wyjechał do Południowej Afryki, gdzie imał się różnych zajęć, takich jak myślistwo, czy poszukiwanie diamentów. W Johannesburgu działał w założonym tam towarzystwie teatralnym. Później przeniósł się do Kanady, gdzie również grywał na scenie.
W 1913 roku, podczas krótkiego pobytu w Stanach Zjednoczonych poznał Beatrice Bird, Brytyjkę mieszkającą w USA, którą później poślubił. Razem osiedlili się w Hollywood. W 1915 roku zagrał w filmie D.W. Griffitha: Narodziny narodu. Pojawiał się później wielu innych produkcjach filmowych. Jako aktora często obsadzano go w roli czarnych charakterów.
W 1924 roku pojawił się w filmie Chciwość (1924), w reżyserii Ericha von Stroheim, na podstawie powieści Franka Norrisa. Film uchodzi dziś za klasyczny, ale w momencie powstania wzbudzał duże kontrowersje i został znacznie okrojony.
Zagrał też w takich filmach, jak Ślepi mężowie oraz Upiór w operze.
Po dwóch rozwodach (drugą żoną była Sylvia Andrew) aktor powrócił do Wielkiej Brytanii. W 1951 roku zmarł w Londynie w wieku 74 lat w wyniku śmiertelnego przypadku biegunki.

## Wybrana filmografia
- Narodziny narodu (1915)
- Ślepi mężowie (1919)
- Damy muszą żyć (1921)
- Chciwość (1924)
- Upiór w operze (1925)
- Noc miłości (1927)
- Wschód słońca (1927)
- Tajemnicza wyspa (1929)
- S.O.S. Góra lodowa (1933)
- Prywatne życie Don Juana (1934)